# Devamachi Forest, Virajpet
Devamachi Forest là một làng thuộc tehsil Virajpet, huyện Kodagu, bang Karnataka, Ấn Độ.